# ジョン・シモンズ (画家)

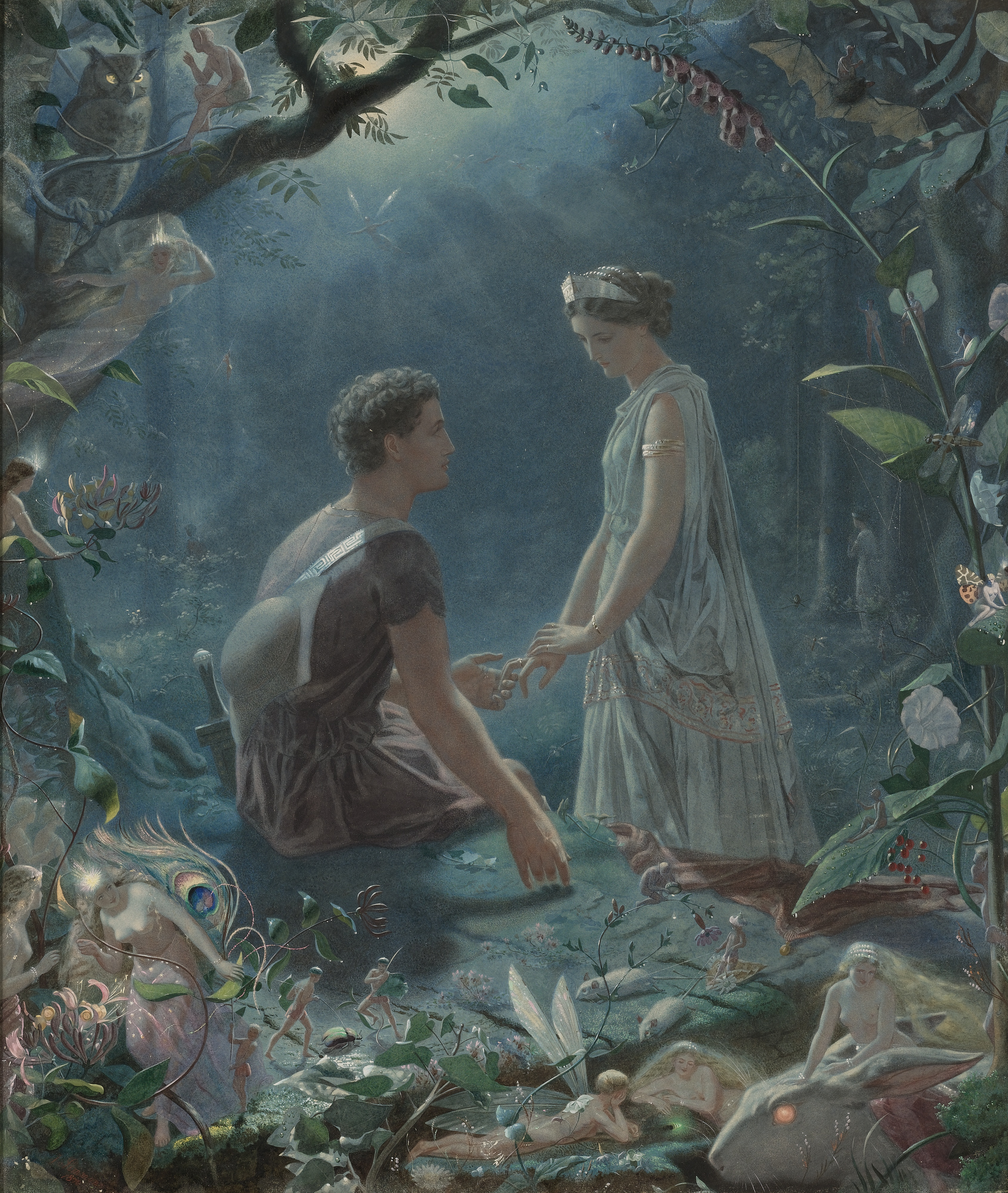
『夏の夜の夢』の連作（1870年）より「ハーミアとライサンダー (Hermia and Lysander)」

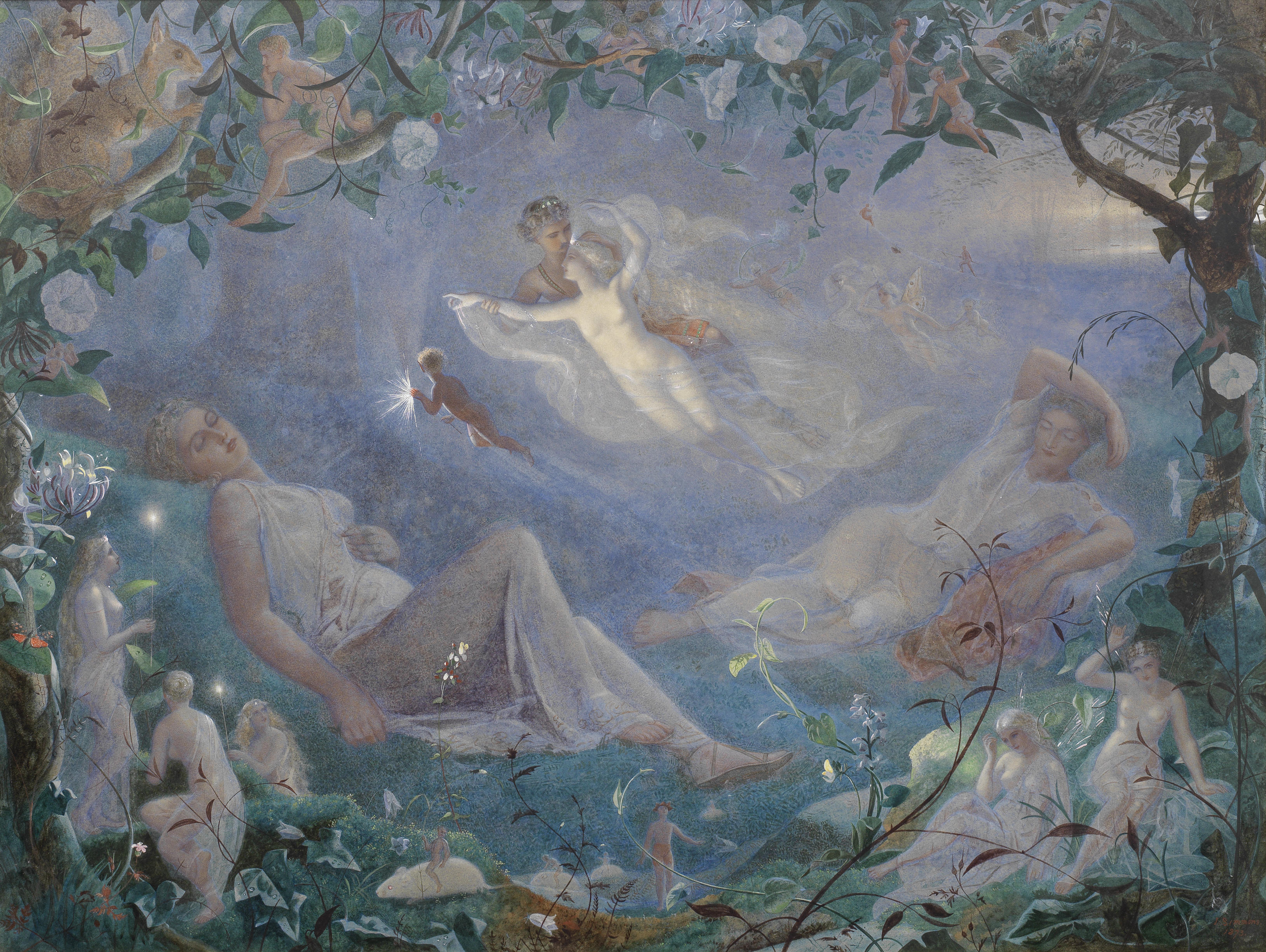
「夏の夜の夢」（1873年）

ジョン・シモンズ（John Simmons、1823年  – 1876年）は、おもに妖精の世界を美しく捉えた場面や、シェイクスピアなどの文学作品を題材に描いた水彩画で知られる、イギリスのミニアチュール（細密画）画家、イラストレーターで、特に『夏の夜の夢』の連作などがよく知られている。妖精の絵を描き「森の牧歌というジャンル (a genre of forest idyll)」を作り上げたヴィクトリア朝を代表する一群の人気画家のひとりであった。彼らはしばしばラファエル前派とひとくくりにされる。シモンズはブリストルに住み、肖像画も手がけていた。1849年には、ブリストル美術アカデミーの会員に選ばれている。1876年11月に死去し、アーノス・ベイル墓地に埋葬された。

## 妖精画
典型的な妖精画は、ヴィクトリア朝の文化とともに、ロマン主義文学の影響力にも強く根を張っている。こうした影響の中でも最も顕著なものは、シェイクスピアの『夏の夜の夢』や『テンペスト』といった主題である。このほかにも、エドマンド・スペンサーの『妖精の女王』や、アレキサンダー・ポープの『髪盗人』などが、影響を与えたものとして言及される。
シモンズは、女性の妖精を、しばしば裸体で描く、専門家として知られていた。ボナムスのオークションにおける解説によれば、彼の1873年のある作品は「夏の夜の夢」の場面を描いたものであり、この主題の作品としては「最も優れた、最も大胆な作例」であるという。妖精画への関心は、19世紀にリバイバルし、鑑賞者は絵画に描かれた想像の世界をみて、しばし現実を忘れ、ヴィクトリア朝の日常生活の厳格さから逃れることができた。シモンズの作品の大部分は、簡素で、通常はひとりかふたりを中心人物として描き、回りの枠組は木の葉によって象られている。ティターニア（『夏の夜の夢』に登場する妖精の女王）は、主題としてしばしば取り上げられており、デリケートな形で衣をまとった様々なポーズで描かれている。ボナムスによれば、シモンズは「妖精の女王をヴィクトリア朝的な女性美の標準として」描いているといい、さらに「うねるように配された花々やコンボルブルス（セイヨウヒルガオ）が装飾的なモチーフとされ、シモンズはロマンティックに中央の人物たちに枠付けをして、物語が演じられる舞台を作り出しているのである。現実と夢幻の境界を嘲笑いながら、彼はシェイクスピア劇の詩的な解釈を生み出しているのだ」としている。
シモンズによるティターニアの描写の一部は、妖精の女王に、より大きな性的魅力を帯びさせることになった。 ヴィクトリア朝美術の専門家であるクリストファー・ウッド (Christopher Wood) によると、シモンズの技法は、極めて細部に至る描写を活用したジョゼフ・ノエル・ペイトンの影響を示しているという。ウッドはまた、シモンズのスタイルに影響を与えたものとして、さらにウィリアム・エドワード・フロストとウィリアム・エッティの名を挙げている。シモンズの妖精画は、巧みな光の使い方と動植物の写実的な細部描写によって、超現実的な効果を生んでいる。ウッドは、シモンズの「コンボルブルスの中の妖精 (A Fairy among Convulvulus)」を、「シモンズの典型的なピンナップ (a typical Simmons pin-up)」 だと述べ、こうした絵画が「明確な（性的）くすぐり (distinctly titillating)」であるという仮説を提示している。このほかの、シモンズによる妖精画には、同じくシェイクスピアの『夏の夜の夢』による「ハーミアと妖精たち (Hermia and the Fairies)」（1861年完成）、「マルハナバチから盗むミツバチ (The Honey Bee Steals from the Bumble Bees)」、「宵の明星 (The Evening Star)」などがある。